# 고 KL 시티 버스
고 KL 시티 버스(영어: Go KL City Bus)는 말레이시아 쿠알라룸푸르에서 운영되는 무료 버스 노선이다. 모든 버스는 고 KL 노선도를 기반으로 시계 방향으로 원형 일방 통행 노선이다. 이 노선은 승객 적재시 경쟁을 피하기 위해 래피드 KL 버스와 같은 운임이 있는 버스 노선과 비슷하지 않다. 따라서 여행자들은 대부분 쿠알라룸푸르를 여행하면서 비용을 절감하고 무료로 타게 된다.

## 같이 보기
- 무료 승차제